# سارا ودارا
سارا ودارا، وتكتب بالفارسية كذلك، عبارة عن دمى أزياء إيرانية ظهرت لأول مرة في مارس 2002، كبديل لدمية باربي. في الجولة الأول من إنتاج الدمى تم صنع مائة ألف دمية وذلك عن طريق مصنع في هونغ كونغ. بالرغم من أن كلفة الدمى كانت أرخص من باربي، وإنها كانت مصنوعة لترويج الثقافة الفارسية، إلَّا أنها لم تلقَ النجاح المرغوب. توفرت من دمى سارا ودارا العديد من الستايلات التي كانت مستوحاة من الملابس التقليدية الإيرانية.